# Pararge sicula
Pararge sicula är en fjärilsart som beskrevs av Otto Staudinger 1876. Pararge sicula ingår i släktet Pararge och familjen praktfjärilar. Inga underarter finns listade i Catalogue of Life.